# Касіма Такехіро
Касіма Такехіро  (яп. 鹿島 丈博, 16 липня 1980) — японський гімнаст, олімпійський чемпіон.

## Виступи на Олімпіадах
| Олімпіада  | Дисципліна       | Місце              |
| ---------- | ---------------- | ------------------ |
| Афіни 2004 | абсолютний залік | 49                 |
| Афіни 2004 | командний залік  | 1                  |
| Афіни 2004 | вільні вправи    | 53T (кваліфікація) |
| Афіни 2004 | опорний стрибок  | 13T (кваліфікація) |
| Афіни 2004 | паралельні бруси | 40 (кваліфікація)  |
| Афіни 2004 | перекладина      | 6T (кваліфікація)  |
| Афіни 2004 | кінь             | 3                  |
| Пекін 2008 | абсолютний залік | 61 (кваліфікація)  |
| Пекін 2008 | командний залік  | 2                  |
| Пекін 2008 | паралельні бруси | 21 (кваліфікація)  |
| Пекін 2008 | перекладина      | 17 (кваліфікація)  |
| Пекін 2008 | кінь             | 33 (кваліфікація)  |